# Lamin (Vorname)
Lamin ist ein männlicher Vorname.

## Herkunft und Bedeutung
Der Name Lamin ist ein häufiger Vorname in Gambia, Westafrika. Er wird bei den meisten Angehörigen des Volkes der Mandinka für den erstgeborenen Sohn verwendet. Es ist eine afrikanisierte Form des arabischen Vornamens al-Amin, der die Bedeutung gewissenhaft bzw. vertrauenswürdig hat.

## Verbreitung
Der Name wird in Deutschland seit 2010 fast jedes Jahr bei der Namenswahl berücksichtigt. Von 2010 bis 2023 wurde er etwa 260 Mal gewählt. In der Schweiz tragen 108 Personen den Namen (Stand 2023). In Österreich kommt der Name seit 2002 fast jährlich in der Namensgebung vor. Bis zum Jahr 2023 wurde er 26 Mal vergeben. In Dänemark und Kanada taucht der Name hin und wieder in den Hitlisten auf, er ist aber nicht sonderlich beliebt. In den Ländern Liechtenstein, Frankreich, Polen, Schweden und Schottland wird der Name vergeben, aber sehr selten. Lamin kommt in England seit 1996 fast alljährlich in den Vornamenscharts vor. In den letzten 10 Jahren wurde er circa 40 Mal vergeben. Der Name befindet sich seit der Jahrtausendwende fast jedes Jahr in den Hitlisten der USA. Er gilt als nur mäßig beliebt und wurde in den letzten 10 rund 100 Mal berücksichtigt.

## Namensträger
- Lamin Kaba Bajo (* 1964), gambischer Politiker, Außenminister
- Lamin Abdou Mbye (1934–2004), gambischer Diplomat, Historiker und Hochschullehrer
- Lamin Bojang (Politiker, 1952) (* 1952), gambischer Politiker, Minister für Bauwesen
- Lamin Conateh (* 1981), gambischer Fußballspieler
- Lamin Drammeh (Leichtathlet) (* 1978), gambischer Leichtathlet
- Lamin Drammeh (Seyfo), gambischer Seyfo
- Lamin Jabbi, gambischer Jurist und Politiker
- Lamin K. Kamara (* 1974), liberianischer Fußballschiedsrichter
- Lamin Kuyateh (* 1964), gambischer Musiker
- Lamin M. M. Bojang (um 1959–2011), gambischer Politiker
- Lamin Marikong (* 1970), gambischer Leichtathlet

## Varianten
- Amin
- Aminata (Westafrika)
- Lamine (Westafrika, v. a. Senegal)